# Ernest Jouin
Ernest Jouin (Angers, 21 dicembre 1844 – Parigi, 27 giugno 1932) è stato un presbitero, scrittore e giornalista francese, celebre  per i suoi scritti antimassonici.

## Biografia
Jouin era figlio di un artigiano ebanista ad Angiò, successivamente divenne vicario a Brézé, a Angers e poi a S.Etienne du Mont (Parigi). Nel giugno 1882 fu curato di Joinville-le-Pont (allora nel dipartimento della Senna). Resta in questo posto fino al 1886 e vi compie «le sue prime lotte con la massoneria».. Poi diviene vicario a S.Agostino e parroco di S.Medardo (Parigi). Jouin fu innalzato il 23 marzo 1918 alla dignità di Prelato Romano in qualità di protonotario apostolico. Fu amico di Arthur Preuss.
Nel 1902 mons. Jouin, parroco di S.Agostino a Parigi, faceva rappresentare "La Passion" al «Nuovo Teatro».
Mons. Jouin nel 1907 fu indagato presso il Tribunale Correzionale per infrazione alla legge 9 dicembre 1905 sulla separazione tra Stato e Chiesa, per aver distribuito il 9 dicembre 1906 nella sua chiesa un opuscolo stampato con l'annuncio di una messa di lutto per il mercoledì successivo.

### Un cospirazionista
Insieme alla pubblicazioni di opere storiche mons. Jouin ha scritto numerosi libri antimassonici e antisemitici.
Ha anche fondato la Revue internationale des sociétés secrètes nel 1912, organo avente per obiettivo in particolare di far luce sul pericolo massonico. Denunciatore di supposti complotti orditi da società segrete e forze occulte, Jouin fu uno specialista dell'esoterismo, occultismo e massoneria (collezione speciale RISS "Rosa" e ha fatto pubblicare molte bibliografie su queste tematiche).
Cattolico integrista, mons. Jouin esercitò un'influenza considerevole sulla letteratura cospirazionista dell'epoca, tanto più che ricevette la benedizione del papa stesso per la profondità delle sue opere. Si inscrive nella linea dei denunciatori del complotto come l'abbé Augustin Barruel certi pensatori della controrivoluzione.
Egli è l'autore della celebre tesi del complotto secondo la quale papa Leone XIII ha resistito ad un tentativo di infiltrazione massonica in Vaticano molto tempo prima della loggia P2 ma dopo l'affare dell'Alta Vendita.
Nel 1932, qualche mese dopo la morte del fondatore della Ligue franc-catholique i suoi membri hanno costituito un gruppo chiamato Circolo Ernest Jouin.

## Tesi
Nel 1912 la Revue internationale des sociétés secrètes mons. Jouin afferma che la morte dell'Arciduca Francesco Ferdinando d'Asburgo-Este nell'attentato di Sarajevo era previsto dalle logge massoniche. Inoltre lasciò capire che Nedeljko Čabrinović e Milan Ciganović avevano solidi legami con la massoneria.

## Analisi
Émile Poulat l'ha così descritto:«personaggio notevole e unanimemente rispettato, di cui l'opera e l'azione sono state lodate e incoraggiate da Benedetto XV e Pio XI, che lo nominarono l'uno Prelato Domestico e l'altro Protonotario apostolico, i cui funerali furono presieduti dal card. Verdier e la biografia ebbe la prefazione di Dom Cabrol, e di cui è stata proposta a Roma nel 1957 la causa di beatificazione».

## Pubblicazioni
- La Passion, grande et brève, Mistère en vingt tableaux, Éditions Léon Guillonneau, 1910.
- Préface à L'initiation maçonnique de Charles Nicoullaud, Perrin, 1913.
- (éditeur), Protocolli dei Savi di Sion, traduction de la version de Georgij Butmi de Kacman, Revue Internationale des Sociétés Secrètes, 1920.
- Le péril judéo-maçonnique, Revue Internationale des Sociétés Secrètes, 1921
- L'après-guerre, la guerre, l'avant-guerre 1870-1914-1927, Revue Internationale des Sociétés Secrètes, 1927
- avec V. Descreux, Bibliographie occultiste et maconnique : répertoire d'ouvrages imprimés et manuscrits relatifs à la Franc-maconnerie, les sociétés secrètes la magie, etc, Revue Internationale des Sociétés Secrètes, Paris, 1930.
- La Papauté et la franc-maçonnerie, discours du 8 décembre 1930; disponible en ligne
- La Guerre maçonnique, (1919)
- La conjuration contre le monde chrétien

Libri tradotti
- Traduction du livre de Jacob Brafman, Les Sources de l'impérialisme juif: Le Qahal, (Paris, 1925)[6].